# 蘇格蘭海鳥中心
蘇格蘭海鳥中心是一家海洋保護和教育慈善機構，以讓公眾近距離觀賞和了解棲息地裏的野生動物。其中包括擁有世界上最大的北方塘鵝棲息地的巴斯岩。

## 簡介
蘇格蘭海鳥中心的願景是「確保蘇格蘭的海洋環境健康、野生動物豐富、使所有人都重視和享受」：
to ensure that Scotland’s marine environment is healthy, wildlife-rich, valued and enjoyed by all
中心亦提供遊客體驗、教育和外展計劃，以及利用線上資源，來幫助公眾對當地和蘇格蘭周邊海洋野生動物和棲息地的體驗。包括世界上最大的北部塘鵝棲息地巴斯岩上的展覽、遊戲和互動實時攝像機，呈現蘇格蘭獨特的海洋棲息地和野生動物的奇觀，以供探索蘇格蘭海域多樣化的海洋生物，包括深海珊瑚、海帶森林、海洋哺乳動物、海鳥棲息地。

## 外部連結
- 官方網站 （页面存档备份，存于）